# Lista över utomjordiska raser i Star Trek
Star Trek började som en tv-serie på 1960-talet och har i dag växt ut till en hel fiktiv värld, gestaltad i en rad olika tv-serier, filmer med mera. På denna sida listas de fiktiva arter som förekommer i Star Trek.

## Utomjordiska intelligenta arter
Detta är en lista över utomjordiska intelligenta arter som förekommit i TV-serien Star Trek: The Next Generation.
| Svenskt namn        | Originalnamn       | Avsnitt |  |
| ------------------- | ------------------ | --- |  |
| Acamarier           | Acamarian          | The Vengeance Factor                                                                                        |  |
| Aldeaner            | Aldean             | When the Bough Breaks                                                                                       |  |
| Angosier            | Angosian           | The Hunted                                                                                                  |  |
| Antedianer          | Antedean           | Manhunt |  |
| Anticaner           | Antican            | Lonely Among Us                                                                                             |  |
| Bajoraner           | Bajoran            | Ensign Ro, Preemptive Strike (urval)                                                                        |  |
| Bandier             | Bandi              | Encounter at Farpoint                                                                                       |  |
| Barolianer          | Barolian           | Unification                                                                                                 |  |
| Barzaner            | Barzan             | The Price                                                                                                   |  |
| Benziter            | Benzite            | Coming of Age, A Matter of Honor                                                                            |  |
| Betazoider          | Betazoid           | Haven, Manhunt, Ménage à Troi, Half a Life, Cost of Living (urval)                                          |  |
| Bolianer            | Bolian             | Allegiance                                                                                                  |  |
| Borger              | Borg               | Best of Both Worlds, I,Borg, Descent (urval)                                                                |  |
| Brekkianer          | Brekkian           | Symbiosis                                                                                                   |  |
| Bynarer             | Bynar              | 11001001 |  |
| Cairner             | Cairn              | Dark Page                                                                                                   |  |
| Caldonier           | Caldonian          | The Price                                                                                                   |  |
| Cardassier          | Cardassian         | The Wounded, Ensign Ro, Chain of Command, The Chase, Preemptive Strike (urval)                              |  |
| Chalnother          | Chalnoth           | Allegiance                                                                                                  |  |
| Corvallier          | Corvallen          | Face of the Enemy                                                                                           |  |
| Cytherianer         | Cytherian          | The Nth Degree                                                                                              |  |
| Daledianer          |                    | The Dauphin                                                                                                 |  |
| Devidianer          | Devidian           | Time's Arrow                                                                                                |  |
| Doosodarianer       | Doosodarian        | Interface                                                                                                   |  |
| Douwd               | Douwd              | The Survivors                                                                                               |  |
| Dremaner            | Dreman             | Pen Pals |  |
| Edoer               | Edo                | Justice |  |
| Ferengier           | Ferengi            | The Last Outpost                                                                                            |  |
| Gomtuu              | Gomtuu             | Tin Man |  |
| Haliier             | Haliians           | Aquiel |  |
| Hiroger             | Hirogen            | |  |
| Husnocker           | Husnock            | The Survivors                                                                                               |  |
| Jarader             | Jarada             | The Big Goodbye                                                                                             |  |
| J'naii              | J'naii             | The Outcast                                                                                                 |  |
| Kaelonier           | Kaelon             | Half a Life                                                                                                 |  |
| Kataaner            |                    | The Inner Light                                                                                             |  |
| Keser               | Kes                | Attached |  |
| Klingoner           | Klingon            | Heart of Glory, A Matter of Honor, The Emissary, Sins of the Father, Reunion, Redemption, The Chase (urval) |  |
| Koinonians          | Koinonian          | The Bonding                                                                                                 |  |
| Kostolianer         |                    | Cost of Living                                                                                              |  |
| Kriosier            | Kriosian           | The Perfect Mate                                                                                            |  |
| Kristallväsendet    | Crystalline Entity | Silicon Avatar                                                                                              |  |
| Ligonier            | Ligonian           | "Code of Honor"                                                                                             |  |
| Lumerianer          | Lumerian           | Realm of Fear                                                                                               |  |
| Lysianska alliansen | Lysian             | Conundrum                                                                                                   |  |
| Malcorianer         | Malcorian          | First Contact                                                                                               |  |
| Marijnianer         |                    | Interface                                                                                                   |  |
| Mentharer           | Menthar            | Booby Trap                                                                                                  |  |
| Minoer              | Minosian           | The Arsenal of Freedom                                                                                      |  |
| Mintakans           | Mintakan           | Who Whatches The Whatchers?                                                                                 |  |
| Mizarier            | Mizarian           | Allegiance                                                                                                  |  |
| Nagilum             | Nagilum            | Where Silence Has Lease                                                                                     |  |
| Nausicaaner         | Nausicaan          | Tapestry |  |
| Ophidianer          | Ophidian           | Time's Arrow                                                                                                |  |
| Ornaraner           | Ornaran            | Symbiosis                                                                                                   |  |
| Pakleder            | Pakled             | Samaritan Snare                                                                                             |  |
| Pelianer            |                    | The Host |  |
| Promellier          | Promellian         | Booby Trap                                                                                                  |  |
| Prytter             | Prytt              | Attached |  |
| Q                   | Q                  | Encounter at Farpoint, Hide and Q, Q Who?, Déjà Q, QPid, True-Q, Tapestry, All Good Things...               |  |
| Resenären           |                    | "Where No One Has Gone Before"                                                                              |  |
| Romulaner           | Romulan            | The Neutral Zone, The Enemy, The Defector, The Next Phase, Face of the Enemy, The Chase, Timescape (urval)  |  |
| Rutianer            | Rutian             | The High Ground                                                                                             |  |
| Satarraner          | Satarran           | Conundrum                                                                                                   |  |
| Selayer             | Selay              | Lonely Among Us                                                                                             |  |
| Sheliak             | Sheliak            | The Ensigns of Command                                                                                      |  |
| Takaraner           | Takaran            | Suspicions                                                                                                  |  |
| Talarier            | Talarian           | Suddenly Human                                                                                              |  |
| Tamarier            | Tamarian           | Darmok |  |
| Tanuganer           | Tanugan            | A Matter of Perspective                                                                                     |  |
| Tarchannier         |                    | Identity Crisis                                                                                             |  |
| Tarellier           | Tarellian          | Haven |  |
| Tilonianer          | Tilonian           | Frame Of Mind                                                                                               |  |
| Triller             | Trill              | The Host |  |
| Ullianer            | Ullian             | Violations                                                                                                  |  |
| Valteser            | Valtese            | The Perfect Mate                                                                                            |  |
| Velaraner           |                    | Home Soil                                                                                                   |  |
| Ventaxier           | Ventaxian          | Devil's Due                                                                                                 |  |
| Vorgoner            | Vorgon             | Captain's Holiday                                                                                           |  |
| Vulcaner            | Vulcan             | Sarek, Unification (urval)                                                                                  |  |
| Yridier             | Yridian            | Birthright, The Chase, Gambit                                                                               |  |
| Zakdorn             | Zakdorn            | Unification                                                                                                 |  |
| Zalkonier           | Zalkonian          | Transfigurations                                                                                            |  |
| Zibalier            | Zibalian           | The Most Toys                                                                                               |  |

## Andorians
Andorians kommer från planeten Andoria i Triangelsystemet. De är människolika med blå hud, två antenner och gnistrande vitt hår. Andorians är ett våldsamt och krigiskt folk som är medlemmar i Federationen. Gruppgifte på fyra är en regel och de är kända för sitt fantastiska silke och unika och vackra juvelarbeten. De är fram till mitten av 2100-talet i ständig konflikt med Vulcan, men är därefter, precis som Vulcan, medlemmar i Federationen.

## Art 8472
Art 8472 dyker upp i Star Trek: Voyager. De för krig mot Borg och använder mycket bioteknik. De har fått sitt namn efter Borgernas katalogisering. Art 8472 var helt enkelt den 8472:a arten Borgerna upptäckte. Art 8472:s hemvärld ligger egentligen i en annan dimension, kallad Flödesrymden. (eng: Fluid space). Det enda som är känt inom Federationen om deras dimension är att den består av flytande materia och inte av vakuum.

## Bajoraner
Bajoraner är humanoider. De härstammar från och bor på planeten Bajor i Alfakvadranten. Släktet introducerades i tv-serien Star Trek: The Next Generation i avsnittet Ensign Ro från säsong fem och hade en huvudfunktion i Star Trek: Deep Space Nine. Bajoranernas kultur är en av de äldsta och rikaste i sin kvadrant. Under cirka 40 år var planeten ockuperad av cardassierna. Dessa blev dock bortdrivna kort innan Federationen (United Federation of Planets, UFP) ankom till Deep Space Nine år 2369. Bajoranerna äger rättigheterna till det maskhål som finns intill deras planet, vilket leder till gammakvadranten.

## Bolianerna
Bolianerna karaktäriseras av deras blåa hud och deras goda humör. Deras hemplanet är Bolarus IX som ligger i Federationen. Bolianerna skiljer sig ganska mycket från andra humanoida arter då de har blått blod och andra fysiska olikheter. Bolianerna är tåliga mot farliga ämnen såsom syror. 
Federationen och bolianerna har alltid haft goda relationer och bolianerna är den största minoritetsbefolkningen på jorden. Bolianerna har alltid varit starkt representerade inom exempelvis diplomatkåren i federationen.

## Borgerna
Borgerna (engelska: The Borg) består av individer som blivit assimilerade av borgkollektivet. De är i grunden humanoida varelser med cybernetiska implantat som ger dem nya färdigheter och ett kollektivt medvetande.
Borgkollektivet introducerades i serien Star Trek: The Next Generation. I serien Star Trek: Voyager blir borgen (tidigare människan) Seven of Nine räddad av rymdskeppet Voyager.
Borgkollektivet styrs av en drottning, Borg Queen. Borgdrottningen kallar inte sig själv för ledare, utan ser sig som en del av kollektivet. Borgerna anses vara det största hotet mot federationen någonsin. Borgerna håller främst till i deltakvadranten.
Borgernas stora mål är att assimilera alla arter för att uppnå perfektion. De anser att genom att assimilera andra hjälper de dem på vägen mot fulländning.
Borgernas ursprung är okänt men känt är att de existerat i tusentals år.

## Cardassier
Cardassier är humanoider och kommer från alfakvadranten med Cardassia Prime som hemplanet. Folkslaget introducerades i Star Trek: The Next Generation och de var en av grundstenarna i tv-serien Star Trek: Deep Space Nine.
Cardassierna är en militärt mäktig ras och allmänt fientlig mot federationen vilket gör att en ständig spänning infinner sig mellan cardassier och federationen.

## Changelingar
Changelingar, eller Grundarna är med i tv-serien Star Trek: Deep Space Nine. 
Changelingar är så kallade formskiftare och kan ändra sin form till precis vad de vill. De kan ta perfekt fysisk avbildande form av människor och djur.
Changelingar har skapat sig ett samhälle i gammakvadranten som kallas Dominion. Samhället är uppbyggt på kontroll av andra arter, kontrollen sker bland annat religiöst, genom terror och rasbiologi samt genom droger. Dominion anser att dessa raser behöver skydd då de är ett hot mot dem själva. 
Dominion försöker i Star Trek: Deep Space Nine infiltrera och ta över makten i alfakvadranten.
Dominions krigare heter Jem'Hadar.

## Corvallier
Corvallier finns det inte så mycket fakta om. Arten består av neutrala legosoldater som har tillåtelse att operera inom både det romulanska stjärnimperiet och federationen. Deras hud ser ut som en uttorkad sjöbotten, och de besitter vissa empatiska förmågor.

## Klingon
Klingon, en humanoid art som härstammar från planeten Qo'noS. Arten dyker första gången upp i Star Trek: TOS (The Original Series). De som spelade klingoner då, var sminkade i brun hudfärg med svart hår, skägg och ögonbryn. 20 år senare i Star Trek: TNG (The Next Generation), har klingonerna bland annat fått den utmärkande knöliga pannan och rikligt hår. 
En klingons kropp är mycket tålig tack vare dess multiredundanta kroppsfunktioner, så som dubbla magar och extra lungor.
Den mest kända klingonen heter Worf, son of Mogh som spelas av Michael Dorn i både Star Trek: TNG och Star Trek: DS9 (Deep Space Nine). 
En typisk klingon har ett hett temperament men värderar sin ära och sitt familjenamn mycket högt. Klingonerna har många seder och bruk som de håller fast vid. De flesta klingoner lär sig tidigt att hantera det traditionella tvåhandsfattade vapnet Bat'leth (tlh: betleH).
Tidigt i historien var man i konflikt med federationen men Klingonerna är numera en del av federationen även om det ibland kan uppstå spänningar men mest då på grund av kulturella orsaker. 

## Q
Q är näst intill omnipotenta, odödliga, gudalika varelser som lever i en parallell existens kallad Q-kontinuiteten. De kan av övriga arter i Star Treks universum upplevas som väldigt irriterande. Den i Star Trek mest förekommande medlemmen, spelas av skådespelaren John de Lancie.

## Romulaner
Romulaner är genetiskt besläktade med Vulcanerna. De framträdde för första gången i TV-serien Star Trek: The Original Series i avsnittet Balance of Terror från 1966.
Deras hemplaneter heter Romulus och Remus. På Romulus har den romulanska senaten sitt säte, planeten sägs vara mycket vacker. Remus har rikligt med mineraler, därför har romulanerna förslavat remanerna till att arbeta långt ner i gruvorna med att bryta malm. Enterprise NX-01 träffade på romulanerna år 2152. Ett fiendskap bildades nästan omedelbart. År 2160 skapades den "neutrala zonen" mellan federationen och romulanerna, ett smalt bälte mellan de två områdena. I den 10:e Star Trek filmen "Nemesis" slåss de dock tillsammans mot Shinzon och senare i de fan-baserade internet filmerna Star Trek: Hidden Frontier mm är de allierade.

## Vulcan
Vulcan är benämningen på en humanoid art från planeten med samma namn. En vulcan kännetecknas främst av sin förståelse av logik och sitt känslolösa förhållningssätt.
Ett fysiskt kännetecken är deras spetsiga öron, likt alver i JRR Tolkiens värld. Det går att dra en hel del paralleller mellan Tolkiens alver och vulcanerna.
Vulcanerna har förmågan att utföra en så kallad mind meld – där två personer kan dela sina livserfarenheter under loppet av några minuter. Ett annat känt trick som många vulcaner lär sig är det så kallade vulcan nerve pinch, vilket innebär att man med ett enkelt enhandsgrepp kring sin motståndares nacke/nyckelben kan få denne att svimma.
Vulcan var den första utomjordiska civilisationen människorna kom i kontakt med.

## Xindi
Xindi är en art vars hemplanet hotas av utplåning i framtiden. Men en främmande makt, från framtiden, varnar Xindi för detta vilket resulterar i att de påbörjar konstruktionen av ett jättevapen vars vapenkraft kan utplåna hela planeter. Nu är det upp till kapten Archer och hans besättning att stoppa Xindi från att verkställa sin plan.